# Australasian Arachnological Society
De Australasian Arachnological Society is een organisatie die zich toelegt op het bevorderen van kennis en studie van spinachtigen (spinnen en andere achtpotige geleedpotigen) in het Australaziatisch gebied, waaronder Australië, Nieuw-Zeeland, Zuidoost-Azië en de Pacifische eilanden.
Het lidmaatschap staat open voor alle individuen en wetenschappelijke instellingen. De organisatie beschikt over een grote bibliotheek met naslagwerken en wetenschappelijke tijdschriften die zijn ondergebracht in het Queensland Museum. De vereniging is informeel gestructureerd om de studie van spinachtigen te bevorderen bij iedereen, zowel amateurs, studenten, professionals als instellingen. 
De organisatie werd opgericht door Robert Raven in 1979. Sinds de oprichting hebben veel leden bestuursfuncties vervuld zonder formele structuur. In 2009 namen Robert Whyte en Helen Smith de verantwoordelijkheid op zich voor de administratie en nieuwsbrief, Australasian Arachnology, die sinds 1979 regelmatig wordt gepubliceerd. Lidmaatschapskosten geven leden recht op een aantal extra uitgaven van de nieuwsbrief die als pdf wordt geleverd. Het lidmaatschap is niet op tijd gebaseerd.   